# Hotel Handelshof

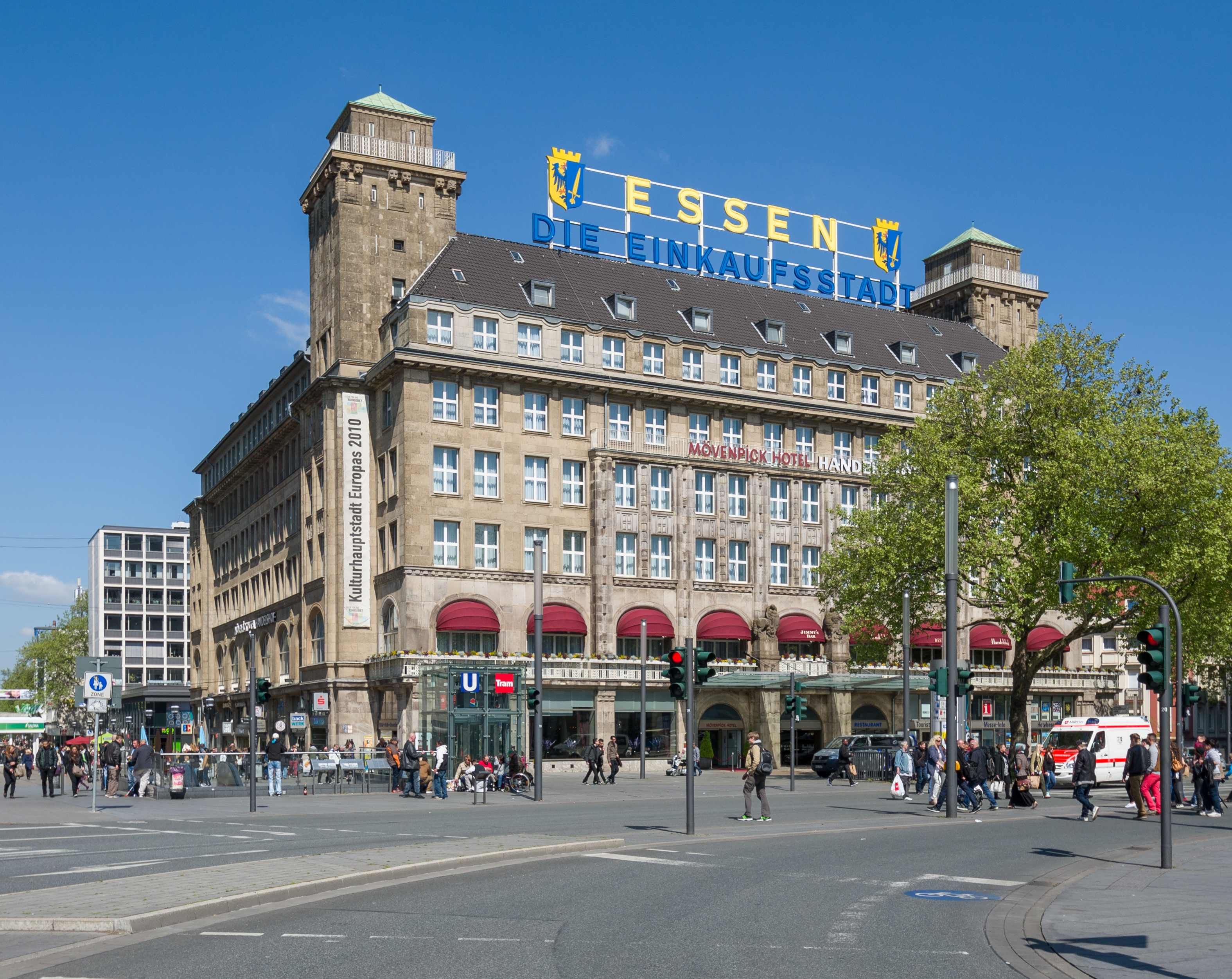
Hotel Handelshof mit Wappen 2014

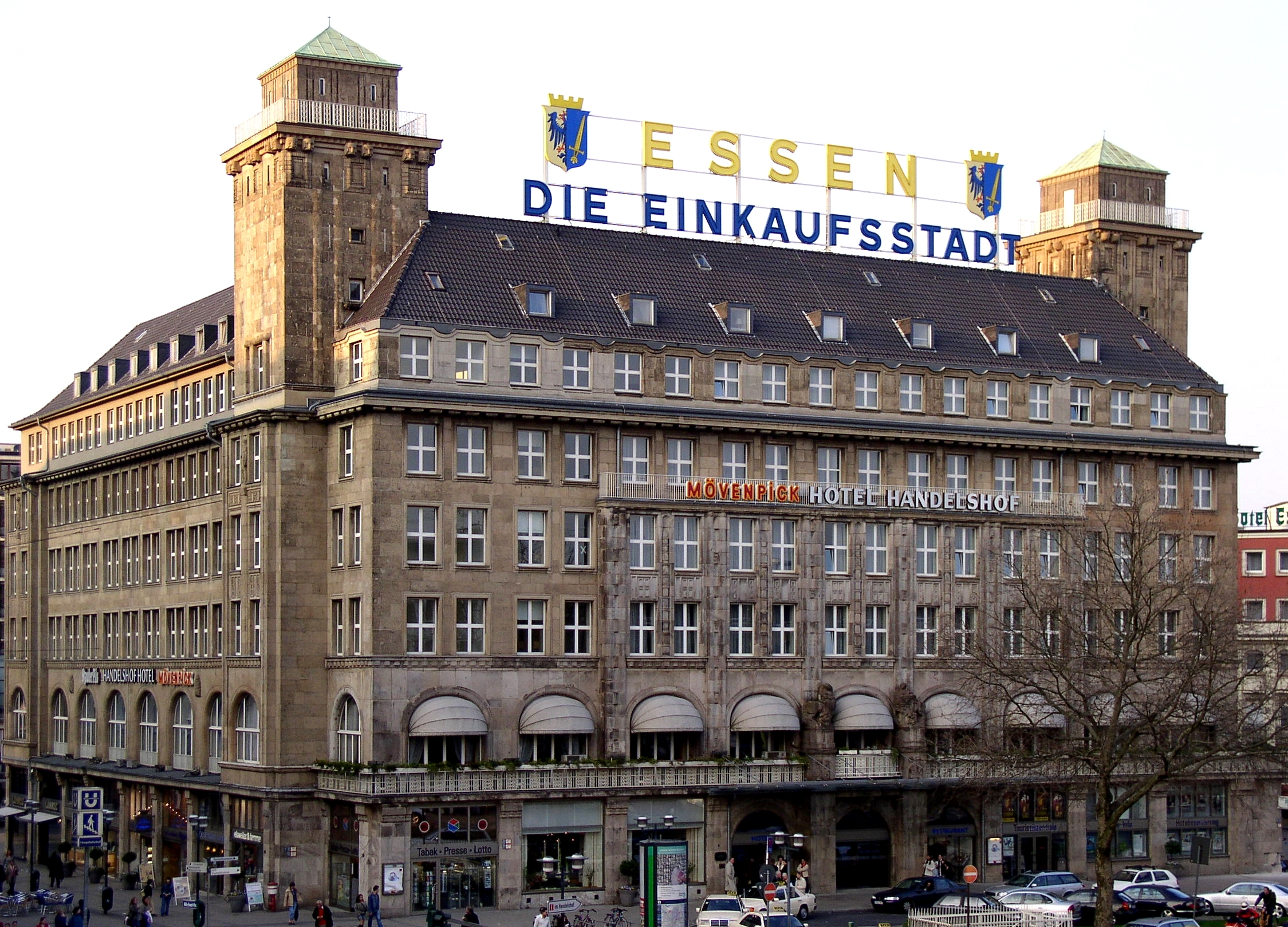
Hotel Handelshof im Jahre 2005

Das Hotel Handelshof ist ein historisches Hotel im Essener Stadtkern. Das aus Stahlbeton errichtete sechsgeschossige Gebäude steht seit 1985 unter Denkmalschutz. Es befindet sich am Willy-Brandt-Platz gegenüber dem Essener Hauptbahnhof, am Anfang der Kettwiger Straße, mit der die Fußgängerzone in der Essener Innenstadt beginnt. Seit 1950 war auf dem Dach der von dem modifizierten – aber in dieser Form heraldisch korrekteren – Essener Stadtwappen flankierte, beleuchtbare Schriftzug ESSEN – DIE EINKAUFSSTADT angebracht. Seitdem er 2022, im Jubiläumsjahr des Museums Folkwang, temporär geändert wurde, diskutiert die Stadt über einen neuen Text.

## Geschichte

### Vorgeschichte und Bau
An der heutigen Einmündung der Kettwiger Straße in den Willy-Brandt-Platz befand sich im Mittelalter das Kettwiger Tor in der Anfang des 19. Jahrhunderts abgerissenen Essener Stadtmauer. 1861 wurde hier der Bahnhof der Bergisch-Märkischen Eisenbahn als Vorläufer des heutigen Hauptbahnhofs errichtet. Auf dem Grundstück des im 19. Jahrhundert entstandenen Hotels Zum Adler mit dem Adlerkeller wurde 1911/1912 der Handelshof nach Entwurf der Kölner Architekten Carl Moritz und Werner Stahl erbaut. Der Handelshof wurde etwa fünf Meter östlich der Fluchtlinie der ehemaligen Bebauung der Kettwiger Straße errichtet. So wurden die Vorgängerbauten im Januar 1912 nur bis zur ersten Etage abgetragen und die Ladenlokale mit einer Tiefe von vier Metern stehengelassen. Erst nach der Fertigstellung des Handelshofes zogen die Ladenlokale in diesen um, so dass die alten endgültig niedergelegt wurden, um einen deutlich breiteren Bürgersteig zu erhalten. Der Handelshof wurde als größtes Bürohaus im Industriebezirk bezeichnet. Er sollte, wie der Name suggeriert, dem Handel eine Heimstätte bieten. Das Gebäude erhielt entsprechende Büro- und Ausstellungsräume. Das Hotel-Restaurant Adler aus dem Vorgängerbau erhielt hier neue Räumlichkeiten. In der ersten Etage wurde ein Café eingerichtet. Im Erdgeschoss entstanden Ladenlokale sowie ein Kino. Der Gebäudekomplex mit einem 100 m² großen Lichthof steht auf einem 3000 m² großen Grundstück und war mit seinen ursprünglichen Türmen 40 Meter hoch. Ursprünglich waren vier Paternosteraufzüge eingebaut worden. Das Café Paskert im Handelshof eröffnete am 21. Dezember 1912.

### Eröffnung 1913 unter Hermann Rühmann
Die Eröffnung des Hotels Handelshof mit dem Inhaber Hermann Rühmann erfolgte am 23. Januar 1913. Das Hotel wurde zu Beginn von den Eltern des 1902 in Essen geborenen Schauspielers Heinz Rühmann, Margarethe und Hermann Rühmann, geführt. Ein Schild an der Fassade des Gebäudes erinnert daran. Ende 1913 wurde bekannt, dass ein Pächterwechsel im Hotel Handelshof ansteht. Die Essener Volkszeitung berichtete am 29. November 1913, dass dauernde Kränklichkeit der Frau Rühmann die bisherige Zeit bestimmten. Der noch neunjährige Pachtvertrag ging gegen eine hohe Abfindung an den Hotelfachmann Otto Blau, Besitzer des Sprudelhotels in Bad Nauheim, über. Die Hotelübergabe fand am 8. Dezember 1913 statt. Im März 1915 wurde die Ehe der Rühmanns geschieden. Die Mutter zog 1916 mit ihren Kindern, nach dem mutmaßlichen Suizid von Hermann Rühmann in Berlin, nach München.

### Neue Leitung 1914
Am 12. Februar 1914 ist die Firma Café-Restaurant-Hotel-Handelshof mit Weinhandlung und dem Inhaber Otto Blau ins Handelsregister eingetragen worden. Seine Frau Friederike geborene Wucher hatte Prokura. Zum Hotel unter der neuen Leitung gehörten ein Café mit Konditorei, ein Restaurant und der Spatenbräu-Keller. Es besaß über 220 Zimmer, die alle über ein Telefon verfügten. Es gab Kühe, die speziell für den Handelshof gehalten wurden. Der „rasende Reporter“, Journalist Egon Erwin Kisch, erwähnte 1920 in einem Bericht, den er über seinen Besuch in Essen schrieb, der Handelshof habe „respektable Ausmaße“. 1929 kam es zu einem Brand im Hotel.

### NS-Zeit und Zweiter Weltkrieg
Anlässlich eines Besuches des italienischen Ministerpräsidenten Benito Mussolini unter Hitlers Begleitung in Essen 1937 hängte man ein Transparent mit der Aufschrift „Herzlich Willkommen in der Waffenschmiede des Reiches“ am Handelshof auf. Im Zuge der Luftangriffe auf das Ruhrgebiet im Zweiten Weltkrieg wurde das Gebäude schwer beschädigt, nach 1945 aber ohne wesentliche Veränderungen instand gesetzt. In der Nachkriegszeit, am 18. Juli 1947, wurde im Handelshof die Lesehalle Die Brücke eingerichtet. 

### Nach dem Wiederaufbau bis heute
Am 8. September 1952 öffnete das Hotel Handelshof mit 360 Betten erneut. Später wurde das Hotel umgebaut und unter Erhalt der Fassade komplett neu gestaltet. Am 21. April 1981 nahm es wieder den Betrieb auf. Zwischen dem 22. Februar 1983 und dem 7. Dezember 2015 gehörte es zur Schweizer Unternehmensgruppe Mövenpick. Der Name Handelshof wurde beibehalten.
In der Nacht zum 29. Oktober 1988 brannte es im Hotel aufgrund von Brandstiftung, so dass 280 Gäste evakuiert und umquartiert werden mussten.
Im Jahre 2009 wurde das Hotel von der Stadt Essen im Zuge des Neubaus des Essener Stadions an die Firma SFO verkauft. Diese befindet sich im Besitz der Familie von Sylvia Ströher, Erbin der Gründerfamilie der Firma Wella.
Am 16. Oktober 2010 stürzte das linke Stadtwappen (3 × 6 Meter groß) aus dem Schriftzug „ESSEN – DIE EINKAUFSSTADT“ vom Dach des Gebäudes, wobei niemand zu Schaden kam. Seit dem 18. März 2022 ersetzte der Schriftzug „ESSEN – DIE FOLKWANGSTADT“ den der Einkaufsstadt. Er wurde zum 100-jähriges Bestehen des Museum Folkwang temporär auf dem Handelshof installiert. Gleichzeitig begann die Stadt eine Diskussion, ob künftig dieser oder ein anderer Schriftzug zu sehen sein wird. Im November 2023 wollte der Essener Stadtrat endgültig beschließen, welche Textvariante nach einer Online-Abstimmung unter der Essener Einwohnerschaft an dieser prominenten Stelle zu lesen sein wird. In der engeren Wahl standen neben der Folkwangstadt zudem „ESSEN – WILLKOMMEN“ oder „ESSEN – VOLLER ENERGIE“. Da die Abstimmung nicht eindeutig ausging, entschied der Rat, die untere Zeile des Schriftzugs zunächst zu entfernen und Möglichkeiten für wechselnde Schriftzüge zu prüfen.

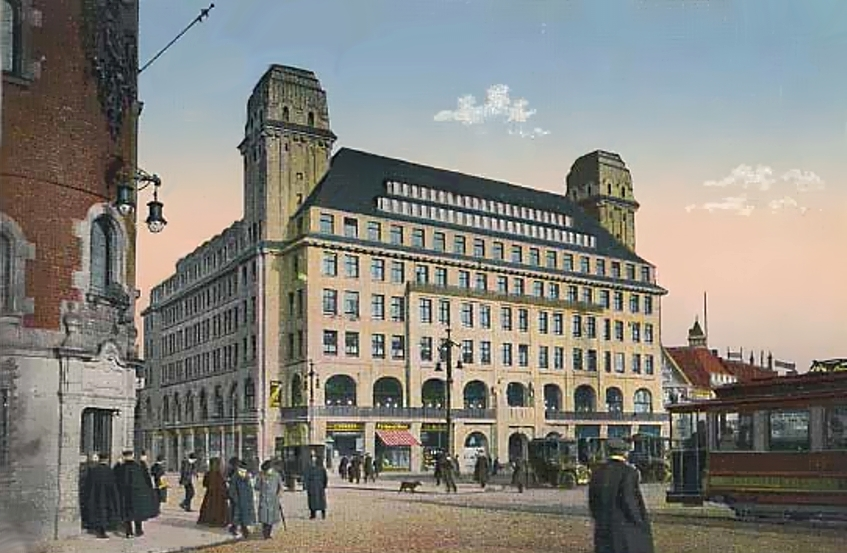
Um 1915
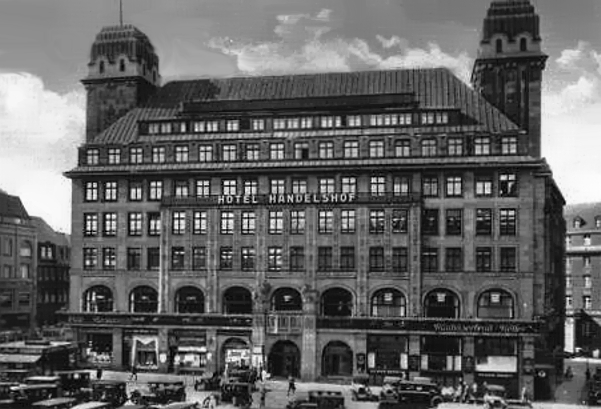
Nach dem Brand 1929
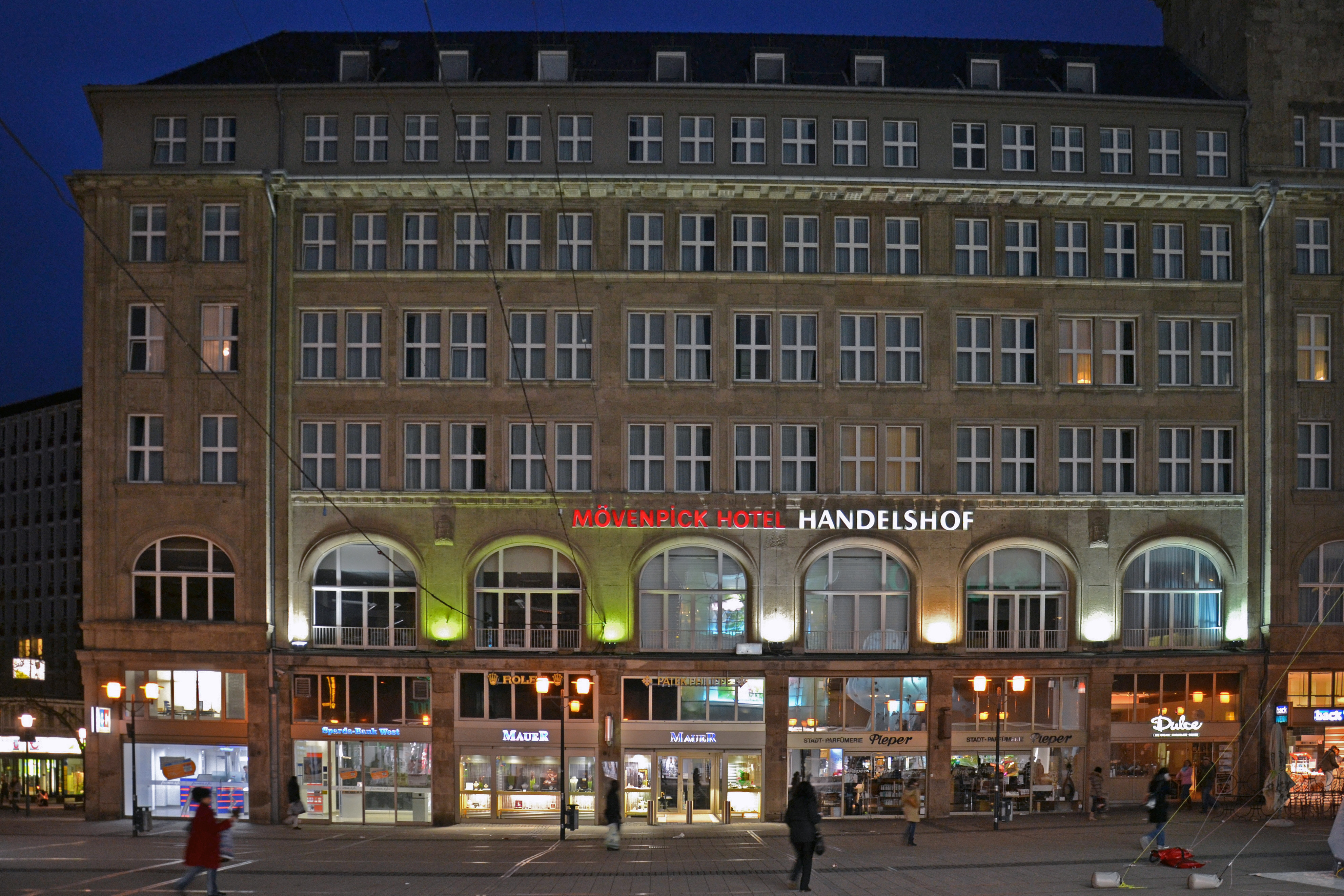
Westflügel 2013

Bis Dezember 2015 gehörten zum Hotel: Jimmy’s Cocktailbar mit einem Angebot von über einhundert Sorten Whisky, ein Mövenpick-Restaurant, in dessen Räumen sich vor der Übernahme durch Mövenpick das gutbürgerliche Restaurant Kiepenkerl befand, sechs teilweise kombinierbare Konferenzräume sowie 198 Zimmer mit gehobener, zeitgemäßer Ausstattung, darunter mehrere geräumige Suiten. Im Gebäude befinden sich außerdem mehrere Einzelhandelsgeschäfte und die Touristikzentrale der Essen Marketing GmbH.
Am 10. Juni 2015 wurde bekannt, dass die Mövenpick-Gruppe allen Mitarbeitern zum Jahresende 2015 gekündigt hat und das Hotel schließt. Mövenpick konnte sich nicht mit dem Eigentümerunternehmen SFO über eine Verlängerung des Pachtvertrages einigen. Das Mövenpick-Hotel schloss am 7. Dezember 2015.
Die Hamburger Novum Hotel Group übernahm den Handelshof und pachtet ihn zunächst für 15 Jahre. Sie hat den Hotelbetrieb nach Renovierung im November 2016 wieder eröffnet und Novum Select Hotel Handelshof genannt. Damit bleibt die historische Bezeichnung Handelshof im Namen erhalten.